# Струїсбаї
Струїсбаї — прибережне місто в регіоні Оверберг Західно-Капської провінції Південної Африки. Місто розташоване в місцевому муніципалітеті мису Агульяс в окрузі Оверберг, приблизно за двісті кілометрів на південний схід від Кейптауна та за чотири кілометри від мису Агульяс, найпівденнішої точки африканського континенту.
Місто є старим рибальським селом, яке багато років вирізнялося прекрасною природною гаванню. З тих пір відбувся певний розвиток, але Струїсбай все ще відносно не торкнувся суворого розвитку надмірного розвитку. Багато рибалок все ще проживають у цьому поселенні, але тепер воно більше відоме своїми видами дозвілля, які включають риболовлю, верхову їзду, піші прогулянки, пейнтбол, катання на квадроциклах і дайвінг.

## Історія

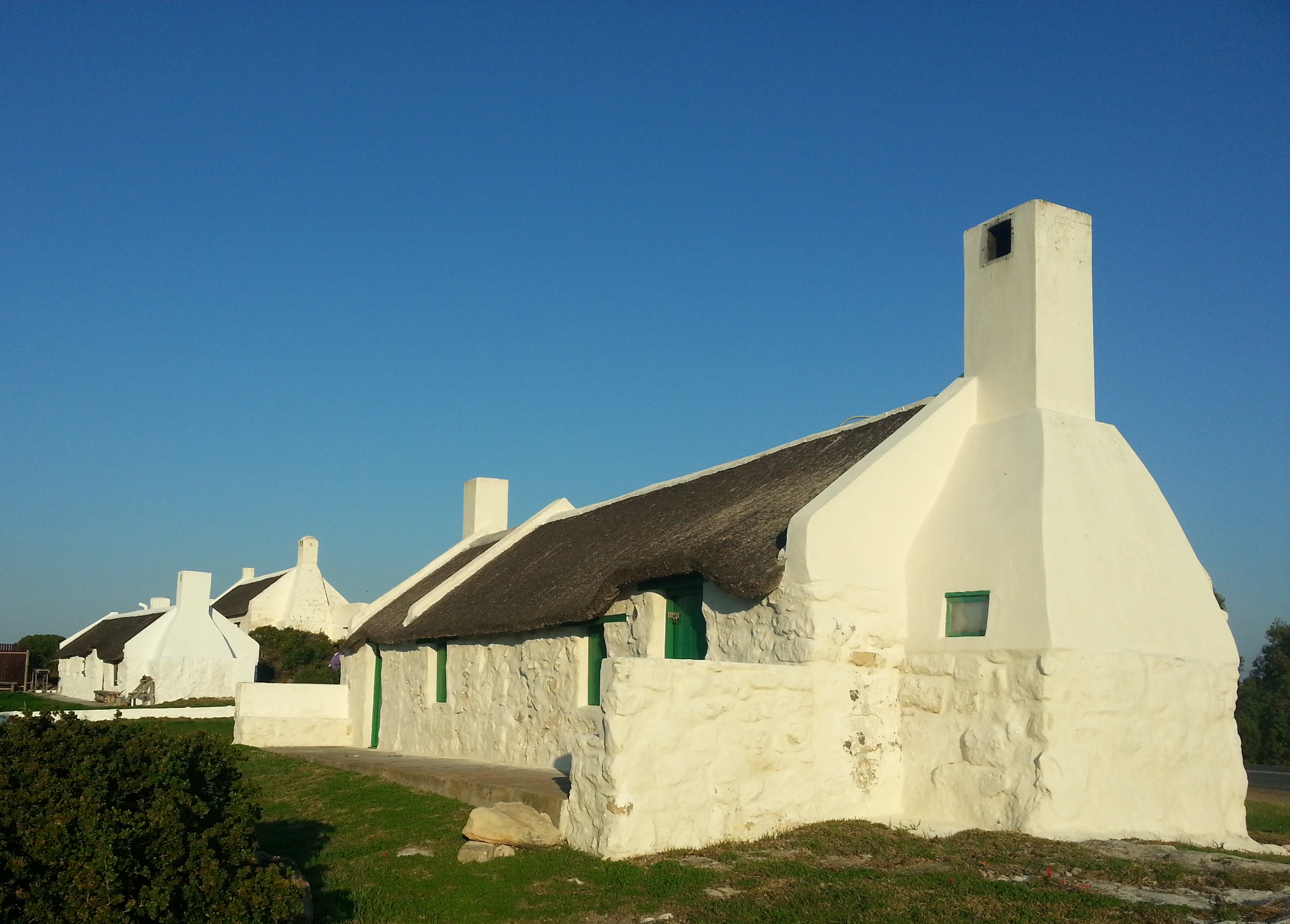
Рибацькі будиночки, Hotagterklip

Точне походження назви Струїсбаї невідоме. Різні історичні історії розкривають 3 різні походження назви міста. Перший походить від солом’яних (strooi на африкаанс) дахів рибальських котеджів, розкиданих уздовж узбережжя. Інший — це страуси («struisvogel» голландською), які раніше називали цю територію своїм домом, тоді як інші вважають, що назва походить від старого голландського слова, що означає «величезний» через довгі пляжі. Останнє походження здається більш правдоподібним, оскільки на Струйсбаї знаходиться найдовший пляж у південній півкулі, який простягається на 14 кілометрів.
На Струїсбаї також проходить щорічний Geelstertfees (фестиваль Yellowtail), який обертається навколо продуктових кіосків, художників і музичних виконавців. Серед інших головних визначних пам’яток міста – барвиста гамірна гавань Струїсбай, де відвідувачі можуть побачити, як традиційні рибалки привозять свій щоденний улов і купити свіжу рибу. Також не можна пропустити, тут з’являється скат Паррі.
Води біля Струїсбаї традиційно були небезпечними для судноплавства, оскільки з 1673 року принаймні 30 суден сіли на мілину. Одним із них був Meermin, який сів на мілину в 1766 році після заколоту малагасійських рабів, яких він перевозив, а іншим був французький корабель Jardinière, який затонув 28 років потому.
До апартеїду Струїсбаї був расово змішаним. Після ухвалення Закону про групові зони уряд апартеїду почав виселяти кольорових жителів і зносити їхні будинки. Сім'ям пообіцяли компенсацію в розмірі 48 000 рандів, але вони отримали лише половину. Деякі сім’ї поселили в будинках у Рондомскріку, сьогодні відомому як Струїсбай-Норд. Інші сім'ї були змушені жити в халупах з десятками людей, які займали ті самі приміщення. Кольорові рибалки, які раніше жили біля гавані, були змушені йти більше трьох кілометрів до своїх човнів і їм було заборонено перебувати в білій частині міста після 6:00 вечора. Спадщина апартеїду залишається помітною й сьогодні: Струїсбаї-Норд залишається переважно кольоровим, тоді як основна частина міста біля гавані переважно біла.